# Томсино (Томсинская волость)
Томсино — деревня в Себежском районе Псковской области России. 
Входит в состав сельского поселения Себежское.

## География
Расположена на берегу реки Веть, в 22 км к северу от города Себеж.

## Население
| 2001 | 2002 | 2010 |
| ---- | ---- | ---- |
| 327  | ↘253 | ↘247 |

Численность населения деревни по оценке на начало 2001 года составляла 327 жителей.
Деревня стала широко известна после случая массовой травли местными жителями семьи Перчиковых, которая получила широкую огласку в СМИ в 2019 году.

## История
С января 1995 до июля 2010 года деревня была административным центром ныне упразднённой Томсинской волости.